# Lovački karabin M70
Lovački karabin M70 je tip civilne puške koji proizvodi preduzeće Zastava.

## Karakteristike
Lovački karabin M70 ima originalni Mauzer sistem bravljenja. Cev je izrađena od hrom-vanadijum čelika, metodom hladnog kovanja, što garantuje visoku preciznost, postojanu tačnost i dugotrajnost.
Kundak lovačkog karabina M70 se izrađuje od kvalitetnog biranog orahovog drveta. Dostupni oblici kundaka su: Svinjska leđa i Monte Carlo. Potkov kundaka se izrađuje od gume, a zaštitnik vrata kundaka se izrađuje od orahovog drveta.
Lovački karabin M70 je bezbedno oružje kod koga se kočnicom polužnog tipa vrši blokiranje sistema za okidanje. Metalne pređice obezbeđuju sigurno kačenje remnika.
Dostupni tipova mehanizma za okidanje su:
- Sa jednom obaračom
- Sa jednom obaračom DAT (mogućnost predokidanja potiskivanjem obarače unapred, nakon čega je sila okidanja mala)
- Sa dve obarače (mogućnost predokidanja jednom obaračom, nakon čega je sila okidanja na drugoj obarači mala)

Na sanduku karabina izrađena su 4 navoja, u koje su uvijeni zaštitni zavrtnjevi. Navoji su namenjeni za vezu postolja optičkih sprava koje se opciono ugrađuju. 
Lovački karabin je opremljen mehaničkim nišanima: zadnji-otvorenog tipa; prednji-mušica sa zaštitnikom.
Standardna površinska zaštita metalnih delova ostvaruje se bruniranjem, dok se drveni delovi nauljuju i politiraju.

## Varijante

### M70 Fullstock
Ova varijanta M70 ima skraćenu cijev i kundak tipa Mannlicher. Sve ostale karakteristike identične su karakteristikama i opcijama Lovačkog karabina M70 Standard.

### M70 Lefthand
Ova varijanta M70 je u suštini ista sa M70 Standard samo što je ergonomski prilagođena ljevorukim korisnicima.

### M70 Battue
M70 Battue ima ugrađen ekspres nišan za brzo navođenje oružja na cilj.

### M70 American Style
M70 American Style se razlikuje od običnog M70 po sljedećim karakteristikama:
- nema mehanički nišan
- karakteristična površinska zaštita (pozlaćena obarača, polirani metalni delovi, lakiran kundak)

### M70 PS
Lovački karabin LK M70 PS je varijanta modela M70 kod koga je kundak od polimera. Kundak na zadnjem delu ima fiksiran gumeni potkov. Lovački karabin LK M70 PS se izrađuje u varijantama sa i bez mehaničkih nišana.

## Tehničke karakteristike
| KALIBAR        | KAPACITET (metaka) | Masa(KG) |
| -------------- | ------------------ | -------- |
| .22 - 250 Rem. | 5+1                | 3,6      |
| 6 mm Rem.      | 5+1                | 3,6      |
| 6.5 x 57       | 5+1                | 3,6      |
| 7 x 57         | 5+1                | 3,6      |
| 8 x 57 JS      | 5+1                | 3,6      |
| 6.5x55 SE      | 5+1                | 3,6      |
| 243 Win.       | 4+1                | 3,6      |
| .264 Win.Mag   | 3+1                | 3,6      |
| .375 H & H     | 3+1                | 3,9      |

Kalibri koji su najviše zastupljeni u lovu su:
1. .270 Win.
2. 7x64
3. .30-06 Sprg.
4. .25-06
5. 9.3x62
6. 8x57 JS

## Spoljašnje veze
- https://web.archive.org/web/20190810192424/https://www.zastava-arms.rs/sr